# Бюльбюль танзанійський
Бюльбю́ль танзанійський (Arizelocichla chlorigula) — вид горобцеподібних птахів родини бюльбюлевих (Pycnonotidae). Ендемік Танзанії. Раніше вважався підвидом темнолобого бюльбюля.

## Поширення і екологія
Танзанійські бюльбюлі мешкають в горах центральної і східної Танзанії. Вони живуть в гірських тропічних лісах. Зустрічаються на висоті від 1350 до 3300 м над рівнем моря.